# Чирипа
Чирипа (исп. Chiripa) — археологический памятник на озере Титикака в Боливии, в 15 км к востоку от одноименной местности на полуострове Тарако. На этом месте находился город, принадлежавший державе Пукина.
Археологически поселение Чирипа относилось к культурам Чирипа (названной в честь данного памятника) и Тиуанако и было населено в период около 1000 — 1180 гг. н. э. В центре находился крупный трёхблочный храм с многочисленными погребениями.
Первые раскопки Чирипы были проведены в 1940-е годы. Повторные, более основательные раскопки были проведены в 1990-е годы в рамках Археологического проекта Тарако под руководством Кристины Хасторф из Университета Беркли (Калифорния).